# Nevalı Çori
Nevalı Çori is een vroeg neolithische nederzetting gelegen aan het middendeel van de Eufraat in de provincie Şanlıurfa in Turkije. De nederzetting ligt in het heuvelachtige landschap bij het Taurusgebergte aan weerszijden van de beek Kantara die in de Eufraat uitmondt.

## Opgraving
De nederzetting werd onderzocht door een team van de universiteit Heidelberg onder leiding van prof. Harald Hauptmann in het raam van een reddingsoperatie vanwege de bouw van de Atatürkdam.

## Huizen
De nederzetting bestaat uit 5 bebouwingslagen.
Het zijn langgerekt-rechthoekige huizen, onderverdeeld in verschillende ruimtes. De 2-3 in een lijn staande cellen worden als magazijnen beschouwd. Daaraan aansluitend is er een eveneens rechthoekige voorbouw die door vooruitspringende stukken muur in segmenten verdeeld wordt: deze zou men als woonruimte kunnen zien. Karakteristiek voor deze huizen zijn de dikke fundamenten van grote brokken steen waarop de muren zijn opgetrokken. Deze fundamenten staan op 1 - 1,5 meter van elkaar en loodrecht op de lange as van het huis. Zo ontstonden een soort stenen schachten onder de vloer van het huis, die naar buiten toe open waren en mogelijkerwijs dienden voor afwatering, koeling of beluchting. Er werden 23 van deze gebouwen uitgegraven die een grote gelijkenis vertoonden met de zogenaamde schachthuizen van Çayönü. De opgraver neemt aan dat er lichte, vlakke daken waren.
In het noordwestelijke deel van de nederzetting bevond zich een in de helling gegraven cultuscomplex. Het bestond uit drie boven elkaar gelegen bouwwerken. De jongste zou bij laag III, de middelste bij laag II en de oudste bij laag I kunnen horen. In de twee jongere bouwwerken werd een in terrazzotechniek gelegde cementvloer blootgelegd, die in de oudste fase van het bouwwerk niet meer aan te tonen was. Vergelijkbare vloeren zijn te vinden in Cayönü en in Göbekli Tepe. In het gebouw bevonden zich monolithische pilaren die lijken op die in Göbekli Tepe. 
Ook de westelijke kant van het dal werd onderzocht door middel van enkele opgravingsgeulen. Daarbij kwamen eveneens rechthoekige gebouwen in 2 - 3 lagen tevoorschijn.

## Datering
De relatieve datering van Nevalı Çori volgt uit bestudering van de voortbrengselen van de vuursteenindustrie. Op grond van de hier gevonden smalle Byblos-pijlpunten met onafgewerkte vlakken is een datering van de stichting van de nederzetting in fase 3 (volgens O. Aureche) gerechtvaardigd, hetgeen overeenkomt met het vroege- of midden-Prekeramisch Neolithicum B of PPNB dat begint tussen 9100-8000 v. Chr. en eindigt ca 6200 v. Chr. Diverse vuursteenproducten bewijzen echter dat de nederzetting heeft voortbestaan tot in fase 4, hetgeen gelijk te stellen is met het late PPNB. Een nog fijnere indeling in fase 3 volgt uit de architectuur van de nederzetting, omdat het (voor de lagen I-IV) karakteristieke type huis (met schachten onder de vloeren) ook karakteristiek is voor de "tussenlaag" in Çayönü. De enige vondst van bebouwing in laag V (huis 1) lijkt (met zijn afwijkende plattegrond) al meer op de gebouwen van de laag met de cel-indeling in Çayönü.
Voor de absolute datering van Nevalı Çori zijn er vier C14-dateringen. Drie daarvan uit laag II wijzen met enige zekerheid naar een ouderdom van ongeveer 8500-8000 v. Chr. hetgeen overeenkomt met de vroegste datering van Çayönü en Mureybet IVA. Dit ondersteunt het plaatsen van de leeftijd van de nederzetting in fase 3 (volgens O. Aureche). De vierde C14 datering daarentegen wijst naar het tiende millennium v. Chr. (10.000-9.000 v. Chr) waarmee bewezen wordt dat Nevalı Çori in een zeer vroege fase van de PPNB ontstaan is: misschien zelfs al in het PPNA.

## Beelden
Uit de plaatselijk aanwezige kalksteen werden talloze standbeelden en figurines gemaakt, onder andere een meer dan levensgrote kop met slang. Ook zijn er een paar pilaren met reliëfs. Verder zijn talloze figuren uit klei gevonden, voornamelijk afbeeldingen van mensen.

## Graven
Enkele huizen bevatten schedels en onvolledige skeletten.